# Композитне відео

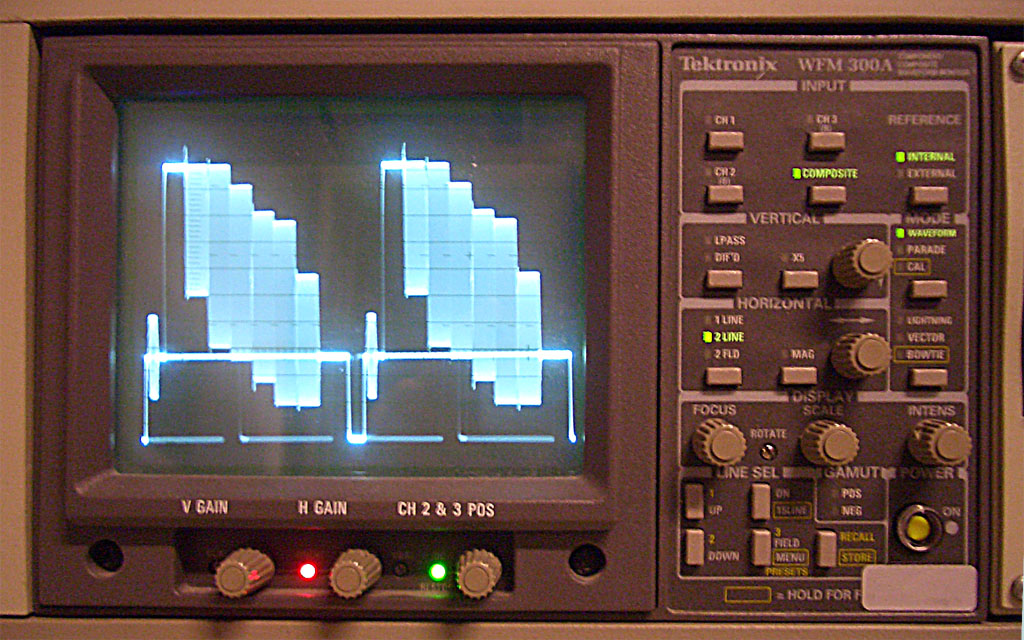
Композитний відеосигнал двох сусідніх рядків зображення «кольорових смуг» на екрані осцилографа. Видно сигнал яскравості, піднесна і синхросигнал з малими імпульсами гасіння, а також сигнал колірної синхронізації

Компози́тне ві́део (CVBS) — повний кольоровий аналоговий відеосигнал у вихідній смузі відеочастот, переданий без звукового супроводу по одному каналу (кабелю). За колишнім рос. ГОСТом 21879-88 поняттю англ. Composite Video Signal відповідає повний відеосигнал, що містить сигнал синхронізації. В аналоговому телебаченні стандартної чіткості композитним відеосигналом називають повний кольоровий телевізійний сигнал стандартів PAL, SECAM або NTSC.
До складу такого відеосигналу входять сигнали яскравості, колірної піднесної, гасіння та синхронізації (рядкової, кадрової і колірної), тому в іноземних джерелах він іноді позначається абревіатурою англ. CVBS (Composite Video Baseband Signal). Поняття також використовується стосовно відеоінтерфейсів, призначених для передачі такого сигналу, та форматами відеозапису, в яких сигнали яскравості і кольоровості записуються однією групою відеоголівок на загальні доріжки.